# Star Air (Inde)
Pour l’article homonyme, voir Star Air (Indonésie).
স্টার এয়ার
Star Air est une compagnie aérienne régionale indienne basée à l'aéroport international Kempegowda à Bangalore dans le Karnataka. Elle a commencé ses opérations en janvier 2019, offrant des vols intérieurs à l'État du Karnataka ainsi que vers l'Andhra Pradesh et le Gujarat entre autres. 

## Histoire
En mai 2017, Ghodawat Enterprises, la société mère de Star Air, a demandé au gouvernement indien l'autorisation d'établir une compagnie aérienne régulière appelée Star Air, ceci dans le cadre du programme UDAN du gouvernement central, qui vise à améliorer la connectivité régionale en Inde. La compagnie aérienne a acquis son premier avion, un Embraer ERJ 145, en juin 2018. L'aéroport international Kempegowda à Bangalore est choisi comme base d'opérations. Le 25 janvier 2019, le premier vol de la compagnie aérienne décolle de Bangalore pour Hubli. Des vols vers Tirupati sont également initiés. 

## Destinations

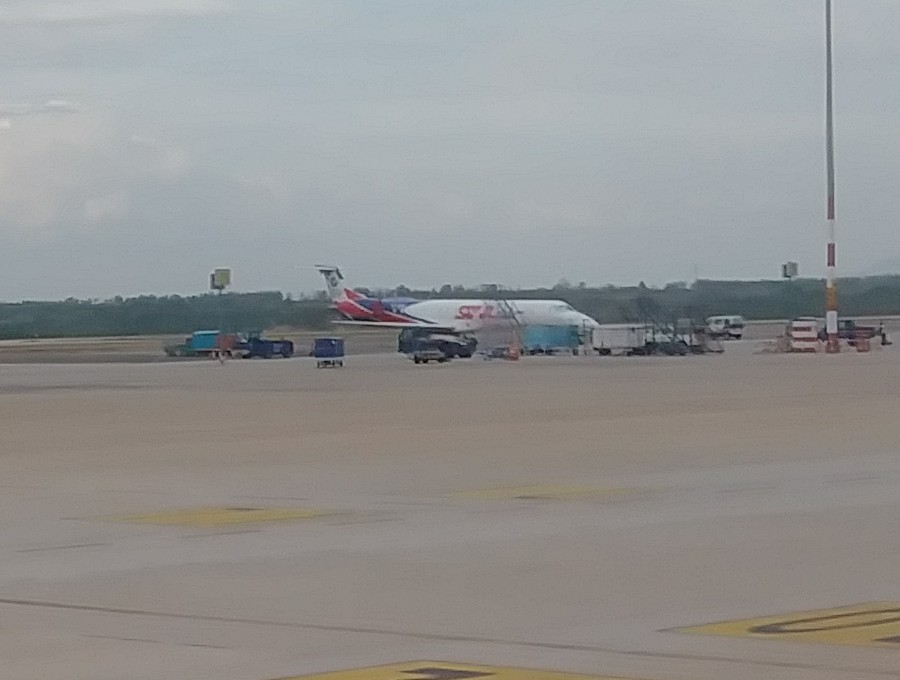
Embraer 145LR de Star Air parqué à l'aéroport International Kempegowda

Depuis mars 2020, Star Air dessert les destinations suivantes : 

## Flotte
Depuis février 2020, Star Air exploite les avions suivants : 